# Marie-Hedwige de Hesse-Darmstadt
Marie-Hedwige de Hesse-Darmstadt (26 novembre 1647 à Giessen – 19 avril 1680 à Ichtershausen) est princesse de Hesse-Darmstadt, par naissance et duchesse de Saxe-Meiningen par mariage.

## Biographie
Elle est la plus jeune fille du comte Georges II de Hesse-Darmstadt (1605-1661) et de son épouse Sophie-Éléonore de Saxe (1609-1671), fille de l'Électeur Jean-Georges Ier de Saxe.
Le 20 novembre 1671 au Château de Friedenstein à Gotha, elle épouse Bernard Ier de Saxe-Meiningen, qui hérite du Duché de Saxe-Gotha conjointement avec ses frères. Il devient plus tard le premier duc de Saxe-Meiningen. En 1676, le couple élit domicile à Ichtershausen. Bernhard construit un château, qu'il nomme Marienbourg, du nom de Marie-Hedwige.
En 1680, Bernard et ses frères se partagent le Saxe-Gotha et Bernhard devient duc de Saxe-Meiningen. Son nouveau duché se compose de l'ancienne principauté de Henneberg, dont le blason est une poule noire. À l'époque, c'est considéré comme un symbole de magie et de sorcellerie. Peu de temps avant la date du déménagement vers Meiningen, Marie-Hedwige déclare qu'elle n'entrerait jamais dans le pays de la poule noire. Elle est décédée cette même année, après la naissance de son septième enfant. Elle n'avait que 32 ans, et est décédée 9 semaines avant la date de déménagement à Meiningen. Elle est enterrée dans la crypte de l'église de la ville de Meiningen.
Bernhard décore la salle de Hesse en Elisabethenburg Palais à Meiningen dans un baroque de style en sa mémoire, et accroche les portraits des deux dynasties dans cette salle.

## Famille
De son mariage, Marie-Hedwige a les enfants suivants:
1. Ernest-Louis (octobre 1672 à Gotha – 24 novembre 1724 à Meiningen)
2. Bernard (28 octobre 1673 à Gotha – 25 octobre 1694 à Bruxelles)
3. Jean Ernest (29 décembre 1674 à Gotha – 8 février 1675 à Gotha)
4. Marie Élisabeth (11 août 1676 à Ichtershausen – 22 décembre 1676 à Ichtershausen)
5. Jean-Georges (3 octobre 1677 à Ichtershausen – Ichtershausen, 10 octobre 1678 à Ichtershausen)
6. Frédéric-Guillaume (16 février 1679 à Ichtershausen – 10 mars 1746 à Meiningen).
7. George Ernest (26 mars 1680 à Ichtershausen – 1er janvier 1699 à Meiningen); il est mort de la variole